# Dominick Salvatore
Dominick Salvatore (Villa Santa Maria, 23 maggio 1940) è un economista statunitense.

## Biografia[1]
Dominick Salvatore nasce in Italia da madre piemontese e da padre abruzzese. Trascorre la sua infanzia nel paese paterno (Villa Santa Maria). Trasferitosi con la famiglia negli Stati Uniti, prosegue gli studi a New York e si laurea in Economia.
Dopo aver ricevuto un dottorato di ricerca diventa assistente, quindi professore associato alla Fordham University di New York ove poi diviene professore ordinario. In questa stessa università ha ricoperto la carica di direttore dal 1986 al 1992.
È stato Presidente di Economia dell’Accademia delle Scienze di New York, dell’Associazione Nord Americana di Economia e Finanza, e della Associazione Internazionale del Commercio Internazionale, professore di Economia presso Libera Università Mediterranea LUM di Casamassima. Nominato nel 2010 per la Medaglia Nazionale della Scienza conferita dal Presidente degli Stati Uniti.
Dominick Salvatore riveste le cariche di:
- presidente dell'associazione nazionale di economisti di economia internazionale;
- vicepresidente dell'Accademia delle scienze di New York;
- consulente delle Nazioni Unite
- consulente della Banca Mondiale,
- consulente del Fondo Monetario Internazionale.

Scrive su varie riviste e giornali, in Italia è stato editorialista de “Il Sole 24 Ore”dal 1998 al 2006 ed è stato ospite varie volte a “Porta a Porta”, “Ballaró” e TG1
Ha insegnato in varie Università negli Stati Uniti, Europa, Africa, America Latina , Asia ha tenuto oltre 600 conferenze e lezioni e più di 500 seminari in tutto il mondo, ricevendo numerosi e ambiti riconoscimenti, tra i quali il premio “Achievement Award” conferitogli dalla City University di New York. Fu insignito dell'Ordine della Minerva dall'Università degli Studi "Gabriele d'Annunzio". Nel 1997, due anni prima dell'introduzione dell'euro come unità di conto virtuale, avanzò delle perplessità riguardo all'unione monetaria in Europa in un articolo scientifico pubblicato su The American Economic Review, in cui affermava che "muovere verso una compiuta unione monetaria dell'Europa è come mettere il carro davanti ai buoi" e che "questa è certamente la ricetta per notevoli problemi futuri" .

## Opere
Dominick Salvatore è autore del libro di testo di riferimento, a livello mondiale, sull'economia internazionale. Il suo volume "Teoria e Problemi di Microeconomia" è stato tradotto in 18 lingue ed ha superato le 800 000 copie vendute.
Un elenco esaustivo delle pubblicazioni di Salvatore è disponibile nel Curriculum vitae indicato nella sezione collegamenti esterni
- Microeconomia, Milano, ETAS libri, 1977.
- Teoria e Problemi di Microeconomia, Milano, ETAS libri, 1977.
- Statistica ed econometria, Milano, ETAS libri, 1985.
- National Economic Policies, Amsterdam; New York; Oxford, North-Holland, 1991.
- Economia internazionale, Roma, NIS, 1992.
- Economia, coautore Eugene Diulio, Milano, McGraw-Hill libri Italia, 1997.
- La finanza internazionale sul finire del secolo, Arezzo, Banca popolare dell'Etruria e del Lazio, 1998.
- Economia monetaria internazionale : macroeconomia in economie aperte, Milano, Etas, 2002.
- Verso un'economia globale, Roma, Di Renzo, 2006.
- Economia Manageriale in un Mondo Globalizzato, 2007, 7ed 2012.